# ACS Applied Materials & Interfaces
ACS Applied Materials & Interfaces (abrégé en ACS Appl. Mater. Interfaces) est une revue scientifique à comité de lecture mensuelle qui publie des articles concernant la chimie appliquée aux matériaux et aux interfaces.
L'actuel directeur de publication est Kirk S. Schanze (université de Floride, États-Unis).